# Llindar (arquitectura)

Elements d'una porta

El llindar és la part inferior de l'obertura d'una porta, sovint la d'entrada des de l'exterior. Damunt s'hi aixequen els dos brancals o muntants sobre els que descansa la llinda.
És un element molt comú en l'arquitectura popular de masies i capelles rurals.